# Jüdischer Friedhof (Cieszowa)

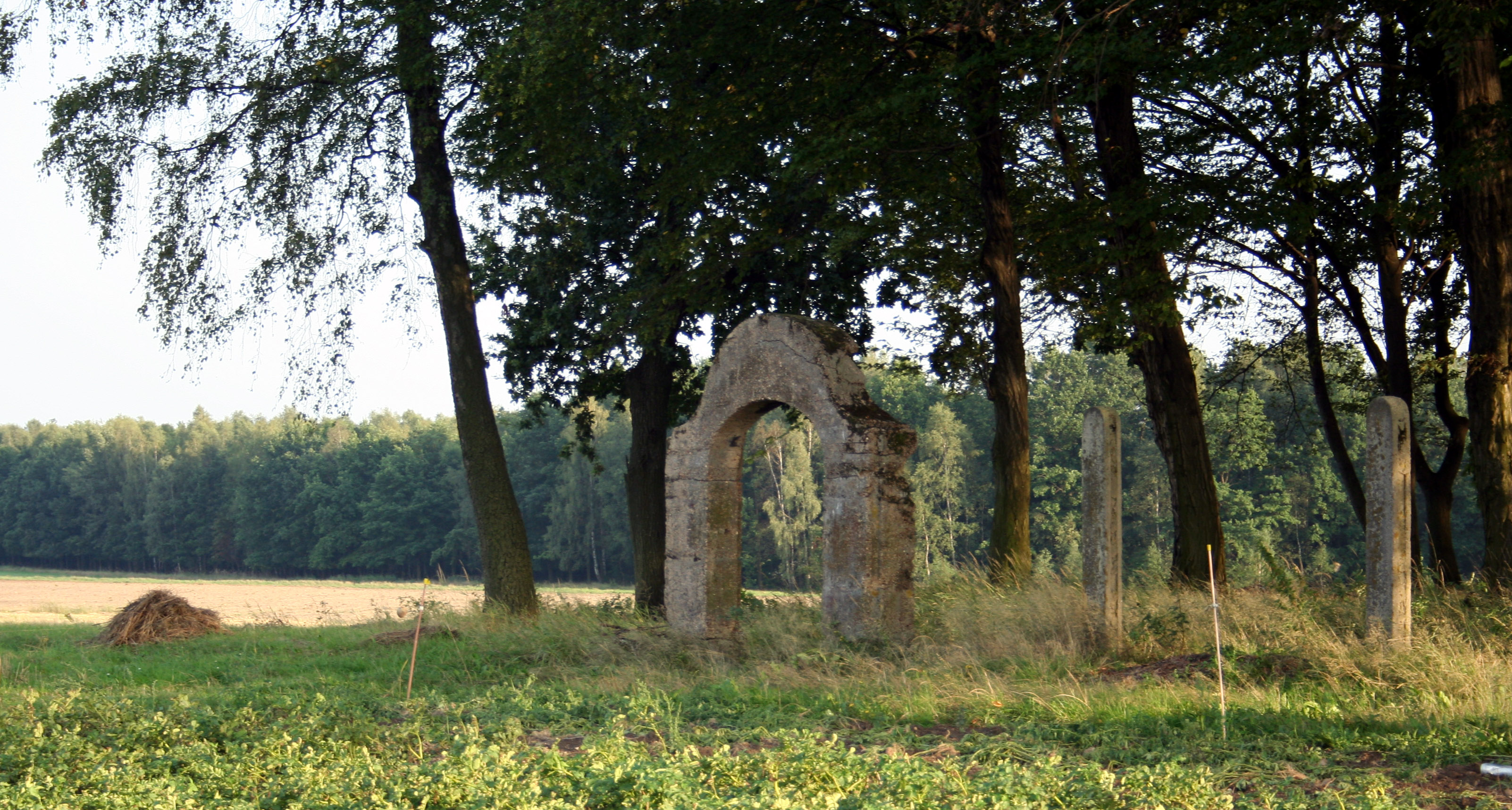
Eingang zum jüdischen Friedhof in Cieszowa

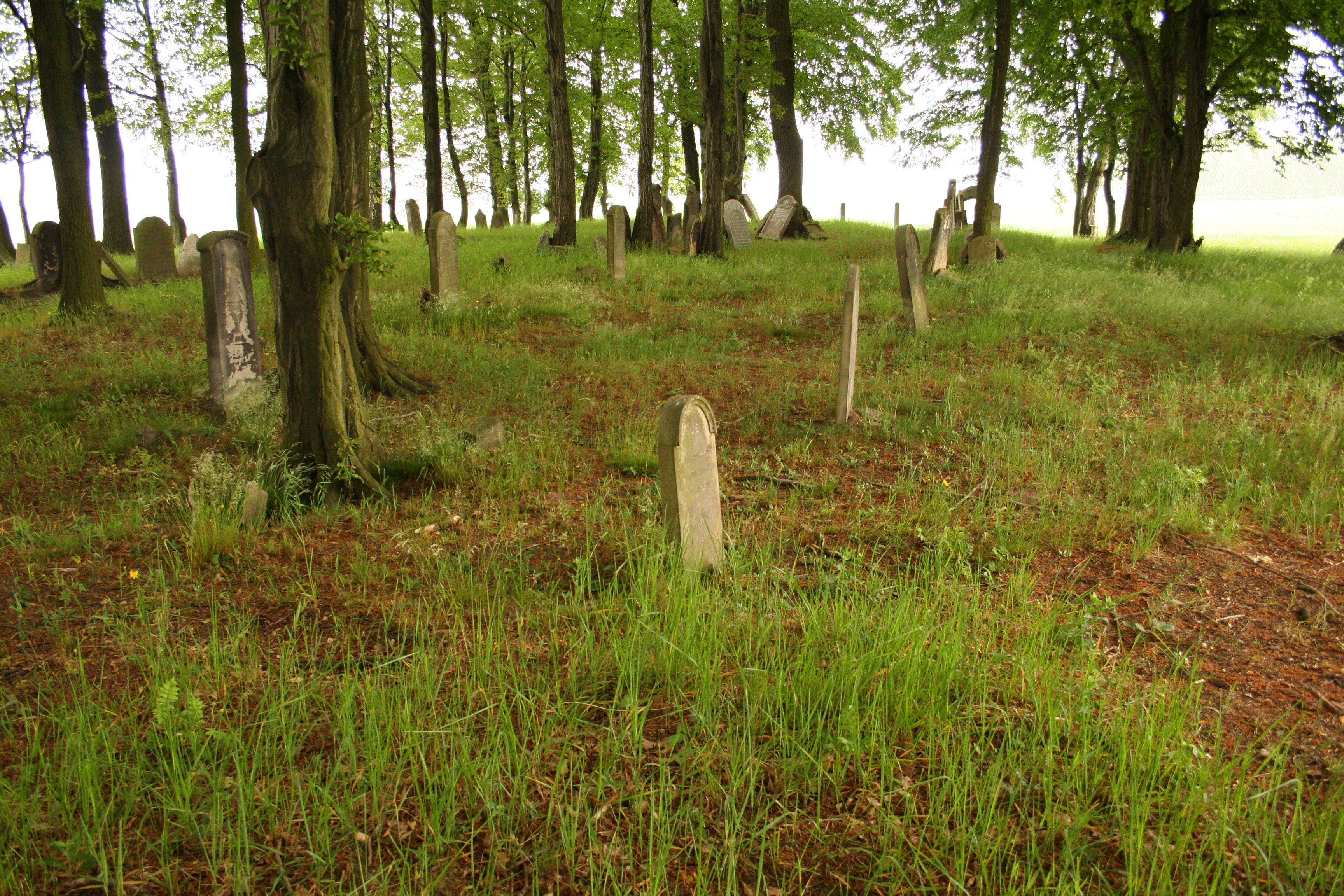
Ansicht des Friedhofs

Der Jüdische Friedhof in Cieszowa, ein Dorf der polnischen Landgemeinde Koszęcin in der Woiwodschaft Schlesien, wurde in der zweiten Hälfte des 17. Jahrhunderts angelegt. 
Auf der Fläche von einem halben Hektar sind heute noch circa 60 zumeist beschädigte Grabsteine erhalten. Der älteste Grabstein stammt aus dem Jahr 1780. Die Grabsteine mit hebräischen und deutschen Inschriften sind aus Kalk- und Sandstein gefertigt.   